# Римская красавица
Римская красавица (итал. La bella di Roma) — итальянская черно-белая кинокомедия режиссера Луиджи Коменчини, вышедшая в 1955 году с Альберто Сорди и Сильвано Пампанини в главных ролях.

## Сюжет
Нанина и боксер Марио хотят жениться. Они стараются заработать деньги на маленький ресторанчик «Римская красавица», но Марио арестовывают. Нанине удается устроиться кассиршей в баре вдовца Ореста, который тоже намерен жениться на ней. Сосед Ореста — Гракко тоже начинает ухаживать за Наниной, хоть женат и имеет сына.